# 希腊人民解放军
希腊人民解放军（希臘語：Ελληνικός Λαϊκός Απελευθερωτικός Στρατός，羅馬化：Ellinikós Laïkós Apeleftherotikós Stratós），常被误称为“民族人民解放军”（羅馬化：Ethnikós Laïkós Apeleftherotikós Stratós），希腊在二战时期的左翼军事武装，隶属希腊共产党领导的民族解放阵线。希腊人民解放军成立于1942年，在希腊抵抗运动中发挥了重要作用。1944年10月，英国护送希腊流亡政府回国。11月，希腊政府下令解散希腊人民解放军。12月，英军与希腊人民解放军发生武装冲突。1945年2月12日，冲突双方签订《瓦尔基扎协定》，希腊人民解放军宣布解散。之后，其残余武装转为游击斗争。1946年10月28日，组成希腊民主军。1949年10月16日，希腊内战结束。希腊人民解放军的主要领导人有Aris Velouchiotis 、Stefanos Sarafis、Andreas Tzimas等。
1. ↑  According to Sarafis